# Özgür Kart
Özgür Kart (* 18. April 1982 in Trostberg) ist ein türkischer Fußballspieler. Er ist Stürmer und spielt seit Anfang 2019 für den SB Chiemgau Traunstein.

## Leben und Karriere

### Jugend
Kart begann seine Karriere bei seinem Heimatverein TSV Trostberg, bei dem er bis zu seinem 17. Lebensjahr spielte. In seinen ersten zwei Jahren im Verein war auch der spätere Erstliga-Spieler Matthias Zimmermann dort aktiv gewesen. Im Anschluss an seine Zeit in Trostberg wechselte Kart in die Jugend von Wacker Burghausen, wo er zwei Jahre lang blieb.

### Vereine
Nach zwei Jahren im Jugendteam des SV Wacker und fünf Jahren in dessen zweiter Mannschaft, rückte Kart 2005 in die Profimannschaft auf. Dort konnte er sich jedoch nicht durchsetzen und kam nur auf drei Kurzeinsätze. Im Januar 2006 wurde er zur zweiten Mannschaft des Hamburger SV in die Regionalliga ausgeliehen. Nach sechs Einsätzen verletzte er sich jedoch am Schambein, musste operiert werden und fiel für den Rest der Saison aus.
Zur Saison 2006/07 kehrte er zu Wacker zurück und wollte sich dort durchsetzen, obwohl er im Sturm starke Konkurrenz in Person von Krejčí und Bogavac hatte. Tatsächlich kam er in jener Spielzeit nur im Oberliga-Team des SV Wacker zum Einsatz. Zur Saison 2007/2008 wechselte Kart zum Bayernligaaufsteiger SSV Jahn Regensburg. In der Spielzeit 2008/2009 wechselte er zum türkischen Zweitligisten Kasımpaşa Istanbul, wo er nur ein Ligaspiel machte. Für die Rückrunde wurde er an Gaziosmanpaşaspor ausgeliehen, die ebenfalls in der zweiten türkischen Liga spielten, zum Saisonende jedoch abstiegen.
Im August 2009 schloss er sich dem oberbayerischen Bezirksoberligisten TSV Ampfing an. Dort trat er als erfolgreicher Torjäger in Erscheinung und erreichte mit seiner Mannschaft am Ende der Saison 2011/12 die Qualifikation zur Landesliga Südost. Im Sommer 2012 kehrte er zu Wacker Burghausen zurück, wo er in der zweiten Mannschaft in der Bayernliga eingesetzt wurde. Er erreichte mit seiner Mannschaft am Ende der Spielzeit 2012/13 den zweiten Platz, war jedoch nicht aufstiegsberechtigt. Anschließend kehrte er nach Ampfing zurück, wo er noch ein Jahr in der Landesliga spielte. Im Sommer 2014 wechselte Kart zum TSV Dorfen in die Bezirksliga Oberbayern-Ost, ehe er im Sommer 2016 zu FA Trostberg in seinen Heimatort zurückkehrte. Dort fungierte er als Spielertrainer in der B-Klasse Inn-Salzach. Im Sommer 2017 holte ihn der SV Kirchanschöring in die Bayernliga. Dort war er zunächst Stammspieler, kam aber in der Hinrunde 2018/19 nur noch selten zum Einsatz. Anfang 2019 wechselte er zum SB Chiemgau Traunstein in die Landesliga Südost als Co-Spielertrainer und absolvierte drei Spiele.